# Slow Deep and Hard
Slow Deep and Hard to debiutancki album amerykańskiego zespołu muzycznego Type O Negative. Wydany 14 czerwca 1991 przez wytwórnię płytową Roadracer Records. Początkowo płyta była planowana jako trzeci album poprzedniego zespołu Petera Steele'a Carnivore i miała nosić tytuł "Jesus Looks Like Me". Płytę nagrano w System Two (Brooklyn, New York).

## Lista utworów
1. "Unsuccessfully Coping With the Natural Beauty of Infidelity" – 12:40
2. "Der Untermensch" – 8:55
3. "Xero Tolerance" – 7:46
4. "Prelude to Agony" – 12:15
5. "Glass Walls of Limbo" (Dance Mix) – 6:44
6. "The Misinterpretation of Silence and Its Disastrous Consequences" – 1:04
7. "Gravitational Constant: G = 6.67 x 10⁻⁸ cm⁻³ gm⁻¹ sec⁻²" – 9:15

## Twórcy
- Peter Steele – śpiew, gitara basowa, oprawa graficzna (koncepcja), kompozytor i autor tekstów
- Kenny Hickey – gitara prowadząca, śpiew
- Josh Silver – instrumenty klawiszowe, śpiew
- Sal Abruscato – perkusja, śpiew
- Patricia Mooney – oprawa graficzna (wykonanie)
- Mike Marciano – inżynier dźwięku
- Michael Sarsfield – mastering
- Hal Wilson – fotografie
- Jay Sanchez – fotografie
- Jeff Kitts – fotografie